# Congrès du Bourget
Le congrès du Bourget est le 69e congrès ordinaire du Parti socialiste qui s'est tenu 22, 23 et 24 octobre 1993 au Bourget.

## Contexte
Au lendemain du grave revers des élections législatives de mars 1993, le conseil national du PS met en minorité Laurent Fabius et la direction, avec une alliance des courants « jospiniste », « rocardien » et de la Gauche socialiste. Laurent Fabius démissionne alors du poste de premier secrétaire. Cette alliance de circonstance place alors Michel Rocard comme président d'une direction provisoire, au départ boycottée par les courants « fabiusien », « mauroyiste » et « popereniste », alors que les chevènementistes de Socialisme et République quittent le parti.
Cette nouvelle direction a la lourde tâche de reconstruire et d'unifier le PS avant le congrès du Bourget prévu en octobre. Elle organise alors les « états généraux des socialistes » en juillet 1993 qui permettent de rapprocher les différents courants et de préparer une motion de synthèse qui doit confirmer Michel Rocard au poste de premier secrétaire.

## Listes des motions déposées
La phase des motions est celles des textes finalement mis au vote des militants, après synthèse de contributions. 
Trois motions sont déposées :
- Motion A - « Refonder » présentée par Michel Rocard, soutenue par Laurent Fabius, Lionel Jospin, Pierre Mauroy, Henri Emmanuelli, Claude Estier, la Gauche socialiste, Jean-Marc Ayrault (ex-popereniste) ou encore Jean-Marie Bockel et Nicole Bricq (ex-CERES).
- Motion B - « Face aux grands défis : une volonté à gauche » présentée par Jean Poperen et ses proches (Philippe Bassinet, Michel Bérégovoy, Didier Chouat, Jean-Louis Cottigny, Michel Debout, Marie-Thérèse Mutin, Alain Vidalies).
- Motion C - « Unité dans la clarté » présentée par Louis Mermaz, Roland Dumas, Richard Ferrand, Louis Mexandeau, André Vallini.

La motion portée par Michel Rocard propose notamment la réduction du temps de travail, un nouveau mode de scrutin législatif, une réforme du commerce international et des institutions nationales et européennes.

## Congrès
Juste après le grave revers des élections législatives de 1993, les trois motions sont soumises aux militants : 
- La motion A  de Michel Rocard obtient 82,27 % des voix.
- La motion B  de Jean Poperen obtient 11,14 % des voix.
- La motion C  de Louis Mermaz obtient 6,6 % des voix.

Président de la « direction nationale provisoire » à la suite de la mise en minorité de Laurent Fabius au conseil national du 3 avril 1993, Michel Rocard est élu Premier secrétaire avec 80,91 % des voix. Il démissionnera après la défaite aux élections européennes de 1994.

## Composition de la nouvelle direction

### Conseil national
Le conseil national exécute et fait exécuter la motion d'orientation majoritairement adoptée par le congrès. Il constitue en quelque sorte le parlement interne du parti, car il est le reflet direct de la réalité des sensibilités et des courants du PS. Il est composé de 204 membres élus lors du congrès et des 102 premiers secrétaires fédéraux :
- 169 représentants de la motion A (Rocard - Fabius - Jospin - Mauroy - Gauche socialiste)
- 22 représentants de la motion B (Poperen)
- 13 représentants de la motion C (Mermaz)

Le nouveau conseil national désigne les membres du Bureau exécutif et du Secrétariat national.

### Secrétariat national
Les membres du secrétariat national sont élus par le conseil national sur proposition du premier secrétaire. Ils ont la charge de la mise en œuvre des décisions prises par le conseil national et le bureau exécutif. Le secrétariat national, assure ainsi la gestion du parti.
- Premier secrétaire : Michel Rocard
- Secrétaire nationale aux femmes et à la mixité : Michèle André
- Secrétaire national aux élections : Claude Bartolone
- Secrétaire national au Tiers monde et à l'action humanitaire : Pervenche Berès
- Secrétaire national aux relations extérieures : Jean-Christophe Cambadélis
- Secrétaire national aux droits de l'Homme et aux libertés : Marie-Arlette Carlotti
- Secrétaire nationale aux collectivités locales et à la décentralisation : Alain Claeys
- Secrétaire nationale : Geneviève Domenach-Chich
- Secrétaire national aux relations internationales, européennes et à l'IS : Gérard Fuchs
- Secrétaire national aux questions économiques et au programme : Jean-Paul Huchon
- Secrétaire national aux entreprises : Jean Le Garrec
- Secrétaire national à l'élargissement du conseil national et du développement des secteurs sociétaux : Daniel Percheron
- Secrétaire national à l'écologie, l'environnement, le cadre de vie et l'aménagement du territoire  : Alain Richard
- Secrétaire national aux féddérations :  Daniel Vaillant
- Secrétaire national à la communication, l'information et la formation : Manuel Valls
- Secrétaire national à l'éducation et la recherche : Henri Weber
- Trésorier : Pierre Moscovici
- Responsables de publication de Vendredi : Jean-Luc Mélenchon et Alain Bergounioux
- Porte-parole : Jean Glavany